# 眼底
眼底（fundus of the eye）是指与晶状体对面的眼球内表面，包括视网膜、视盘、黄斑、中央凹和后极。眼底可通过检眼镜和/或眼底照相做检查。

## 临床意义
可通过眼底观察（检眼镜、眼底镜检查）检测到的医学体征包括出血、渗出液、棉絮斑、血管异常（纡曲、搏动和新生血管）和色素沉着。在高血压视网膜病变中，可以看到小动脉缢缩，如 "银线"（silver wiring），以及血管纡曲等现象。
眼底是人体唯一可以直接观察微循环的部位。视盘周围的血管直径约为 150 μm，使用检眼镜可观察直径小至 10 μm 的血管。